# Abilene (Kansas)
Pour les articles homonymes, voir Abilene.
La ville d’Abilene (en anglais [ˈæbɪliːn]) est le siège du comté de Dickinson, dans l’État du Kansas, aux États-Unis. Sa population s’élevait à 6 844 habitants lors du recensement de 2010, estimée à 6 300 habitants en 2018.

## Géographie
Abilene est située, à environ 260 km à l’ouest de Kansas City, le long de la I-70, autoroute principale en direction de l'est du Kansas.

## Histoire
Au Sud comme au Nord, lors de la guerre de Sécession, les armées se nourrissent de bétail, et Chicago crée des abattoirs géants pour nourrir l'armée du Nord, approvisionnée par le Mississippi. Au Sud, les cow-boys texans sont mobilisés et la terrible sécheresse de 1862-1863 décime des troupeaux livrés à eux-mêmes. La reprise du Mississippi par le Nord en 1863 coupe le dernier débouché des éleveurs texans, qui bradent leurs bêtes au Mexique. En 1865, près de 3,5 à 5 millions de Texas Longhorn vivaient dans l'espace entre le Rio Grande et le Rio Nueces, l'autre fleuve du Texas. En août 1867, le chemin de fer arrive à Abilene, à la demande de Joseph McCoy, et le mois suivant d'immenses troupeaux aux abattoirs de Chicago, région où le maïs a connu une expansion agricole rapide.

## Personnalités liées à la ville
Le 15 avril 1871, Wild Bill Hickok devient le shérif de la ville.
Abilene devint le foyer de Dwight D. Eisenhower lorsque sa famille s'y installa, venant de Denison, au Texas, en 1892. Il y suivra l'enseignement des écoles primaire et secondaire de la localité. La bibliothèque présidentielle de Dwight D. Eisenhower est à Abilene. La ville est maintenant la dernière demeure du président Eisenhower, de sa femme, Mamie, et de l'un de ses fils.